# 浅野忠愛
浅野 忠愛（あさの ただよし）は、江戸時代中期の安芸国広島藩の家老。三原浅野家第8代。

## 略歴
宝暦2年（1752年）4月20日、三原浅野家第5代忠綏の三男として安芸広島で生まれる。兄の6代忠晨は病のため隠居し、宝暦9年（1759年）に叔父の忠正が三原家7代を継いでいたが、忠正は明和3年12月（1767年）に死去したため、翌明和4年2月（1767年）に忠愛が16歳で家督を相続した。
明和7年（1770年）5月、浅野忠吉百五十四回忌に、妙頂寺の霊屋を修復した。明和8年（1771年）6月、三原で関船天神丸を建造する。
安永7年（1778年）2月、広島藩が幕府より日光東照宮宮殿の修復を命じられ、その総司を務めた。
寛政5年（1793年）10月12日、広島で死去、享年42。菩提寺の妙正寺に葬られた。藩主浅野重晟の七男忠順が養子入りし、4歳で家督を相続した。